# Bugtet kløver
Bugtet kløver (Trifolium medium) er en 15-50 cm høj urt, der vokser på f.eks. skrænter og i skovkanter. Blomsterne er vinrøde og sidder i kompakte hoveder. Den ligner rødkløver, men har lancetformede småblade uden lyse tegninger og støttebladet sidder en eller flere centimeter under blomsterstanden. Planten bruges ikke meget i haverne. Til gengæld er den er god foderplante, da planten er rig på proteiner.

## Beskrivelse
Bugtet kløver er en lavtvoksende flerårig urt med en bugtet og opstigende vækst. Planten kan blive fladedækkende under gode forhold. Stænglerne er rødligt spættede og fint hårede. Bladene er trekoblede med lancetformede småblade, som er fint hårede og har svagt takket rand. Oversiden er græsgrøn, mens undersiden er lysegrøn.
Blomstringen sker i juni-august, hvor man kan se de endestillede hoveder af røde blomster fordelt på hele planten. De enkelte blomster er bygget over den sædvanlige model for blomster i ærteblomstfamilien med en opadrettet fane, to sidestillede kronblade og og en sammenvokset køl – alt sammen i rødt. Frugten er en bælg med 1-3 frø.
Rodnettet består af en kort pælerod, som er forbundet med lange underjordiske stængler, hele toppen og forholdsvist få siderødder.
Højde x bredde og årlig tilvækst: 0,50 x 1 m (50 x 20 cm/år).

## Hjemsted
Bugtet kløver hører hjemme i Mellemøsten, Kaukasus og Sibirien samt i det meste af Europa, herunder i Danmark, hvor den er almindelig i hele landet. arten er knyttet til lysåbne voksesteder med en jordbund, der er veldrænet, kalkrig og ikke for næringsrig. Det kan f.eks. være skrænter, overdrev og i skovkanter.
Ved Øer, nær Ebeltoft, findes den på tidligere havbund sammen med bl.a. draphavre, alm. knopurt, rundbælg, engelsk visse, gul snerre, prikbladet perikon, smalbladet timian, spids øjentrøst og stor skjaller
| Portal | Portal:Botanik |

## Note
1. ↑  Egne iagttagelser. Sten Porse